# Jaroslav Šašel
Jaroslav Šašel, né le 21 janvier 1924 à Šmarje pri Jelšah (Slovénie) et mort le 25 mars 1988 à Ljubljana (Slovénie), est un archéologue yougoslave de Slovénie, épigraphiste et historien de l'Antiquité.

## Biographie
Fils d'ouvrier, il grandit à Maribor, puis à Ljubljana. Il fait des études d'archéologie et d'histoire ancienne à l'université de Ljubljana après la Seconde Guerre mondiale. Il obtient son doctorat en 1969. Il a effectué par la suite des séjours de recherche à l'université de Graz, à l'École française d'Athènes et à l'Institute for Advanced Study (Princeton).
Jaroslav Šašel a collaboré à de grands projets internationaux d'édition : Tabula Imperii Romani (de) (participation à la feuille L-33, Tergeste (1961) et direction de la rédaction de la feuille K-34, Naissus, Dyrrhachium, Scupi, Serdica, Thessalonike, 1976) ; Prosopographia Imperii Romani (collaboration à la PIR2 Pars IV Fasc. 3, 1966) et  Realencyclopädie der classischen Altertumswissenschaft.
Il a travaillé, presque sous tous les aspects, sur l'histoire ancienne des Alpes orientales et de la bordure septentrionale de l'Adriatique, mais s'est intéressé aussi, plus généralement, aux régions voisines (Danube central et Balkans).
Il a écrit plusieurs de ses travaux en collaboration avec sa femme Ana Šašel (1921-2001), bibliothécaire après une formation en philologie classique. L'archéologue Marjeta Šašel Kos, spécialiste de la protohistoire et de la période romaine en Slovénie, est sa fille.

## Publications
- Vodnik po Emoni (en collaboration avec Ana Šašel), 1955.
- Inscriptiones Latinae quae in Iugoslavia inter annos MCMXL et MCMLX repertae et editae sunt (en collaboration avec Ana Šašel), 3 vol., 1963, 1978, 1986.
- « Keltisches portorium in den Ostalpen », in Corolla memoriae Erich Swoboda dedicata (« Römische Forschungen in Niederösterreich », 5), Graz-Köln, 1966, p. 198-204 (= Opera selecta, p. 500-506).
- Claustra Alpium Iuliarum. I. Fontes, dir., (coll. « Katalogi in monografije, 5 ; Limes v Jugoslaviji, 2 »), Ljubljana, Narodni Muzej, 1971.
- Aquileia, Ravenna e Poetovio: Contatti e rapporti, 1978.
- « L'anthroponymie dans la province romaine de Dalmatie. État des questions », in Noël Duval dir., L'Onomastique latine, Actes du colloque de Paris (13-15 octobre 1975), Paris, CNRS, 1977, p. 365-384.
- Ad Pirum (Hrušica): Spätrömische Passbefestigung in den Julischen Alpen. Der deutsche Beitrag zu den slowenisch-deutschen Grabungen 1971-1973, 1981.
- Ad Pirum: Rimska štabna baza na Hrušici, 1988.

Une sélection de ses articles et communications a été rééditée dans le volume posthume Opera selecta (coll. « Situla », 30), Ljubljana, 1992, 546 p.